# Vršovice (district de Louny)
Pour les articles homonymes, voir Vršovice.
Vršovice (en allemand : Wrschowitz, de 1939 à 1945 Werschowitz) est une commune du district de Louny, dans la région d'Ústí nad Labem, en République tchèque. Sa population s'élevait à 248 habitants en 2021.

## Géographie
Vršovice se trouve sur la rive gauche de l'Ohře, un affluent de l'Elbe, à 4 km au nord-est du centre de Louny, à 36 km au sud-ouest d'Ústí nad Labem et à 54 km au nord-ouest de Prague.
La commune est limitée par Chožov au nord, par Počedělice à l'est, par Obora au sud-est, par Černčice au sud, et par Louny à l'ouest.

## Histoire
La première mention historique du village date de 1268.